# Vojin Bakić
Vojin Bakić (Bjelovar, 5 giugno 1915 – Zagabria, 18 dicembre 1992) è stato uno scultore jugoslavo.
Studiò arte presso l'accademia di Zagabria. Fu un importante sostenitore dell'Astrattismo del dopoguerra.
Bakić prese parte alla Biennale di Venezia del 1956 e alla documenta 2 nel 1959 a Kassel.

## Galleria d'immagini

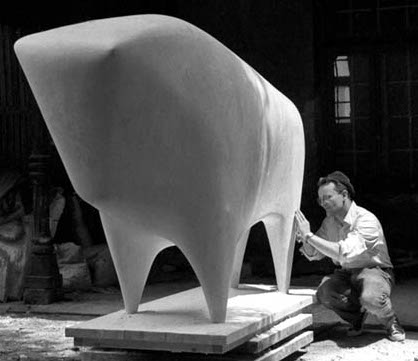
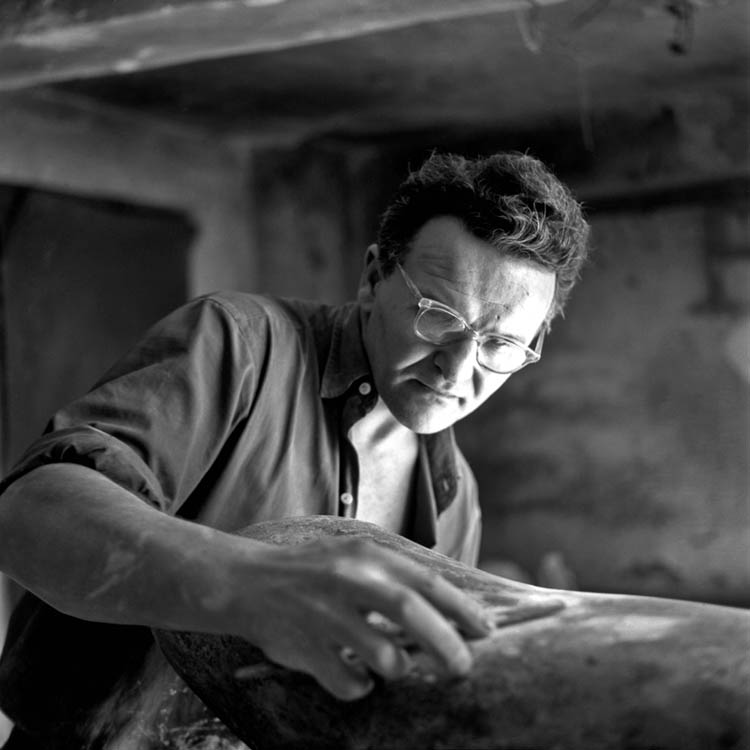
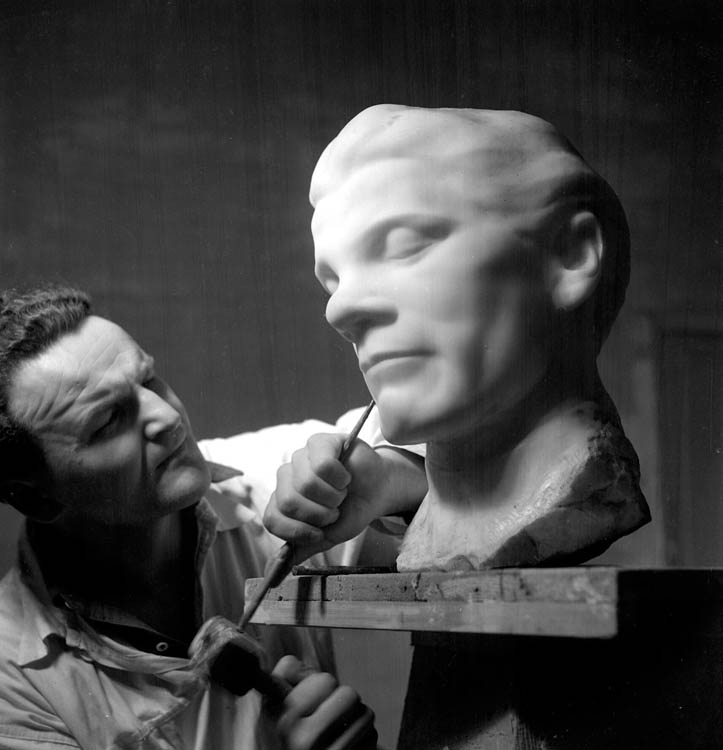
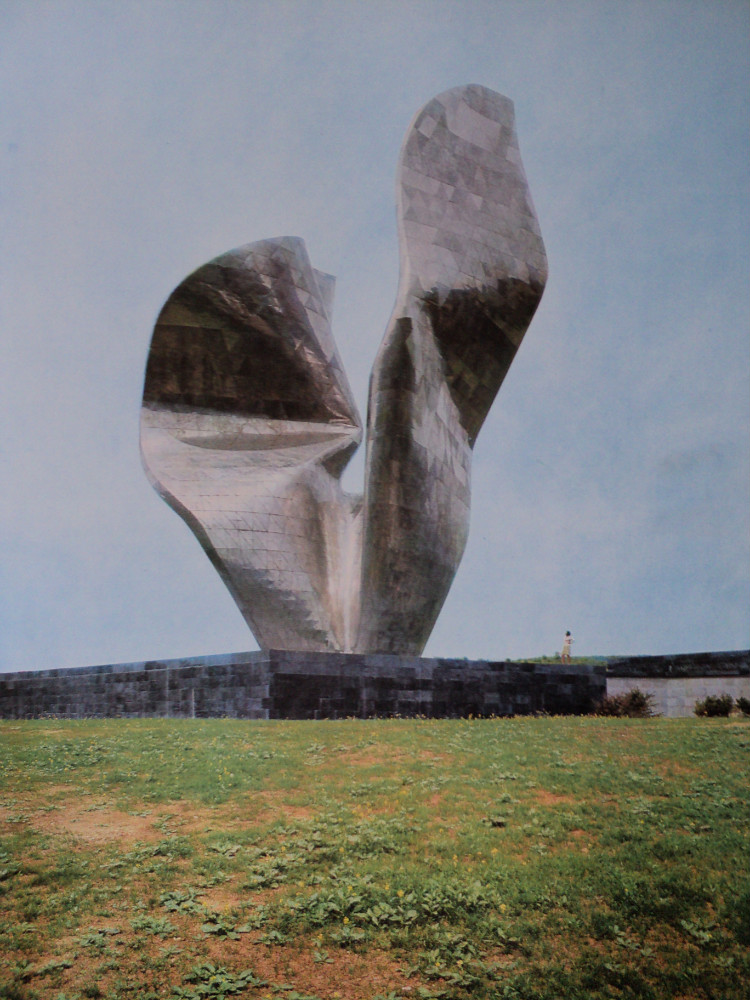
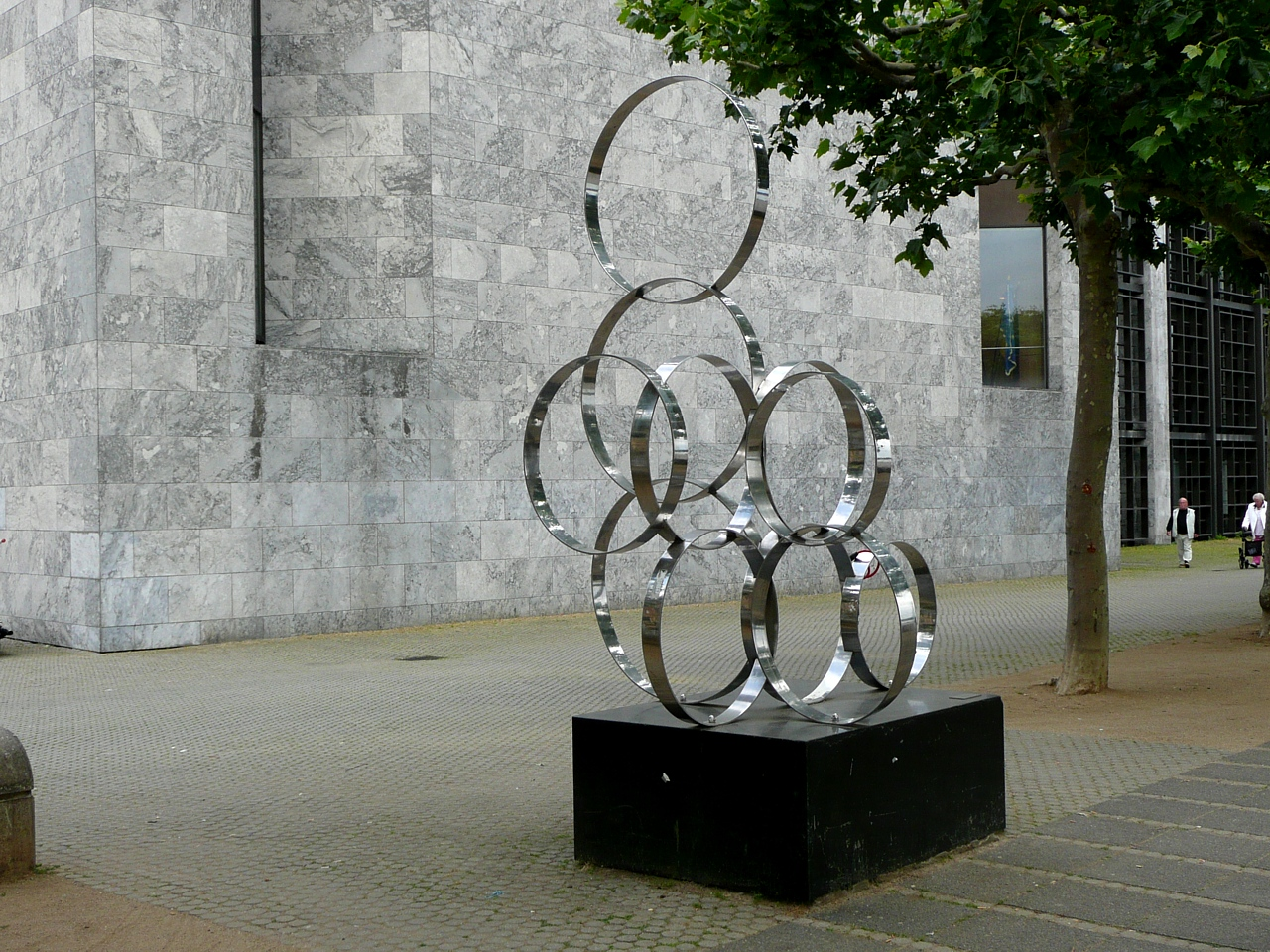
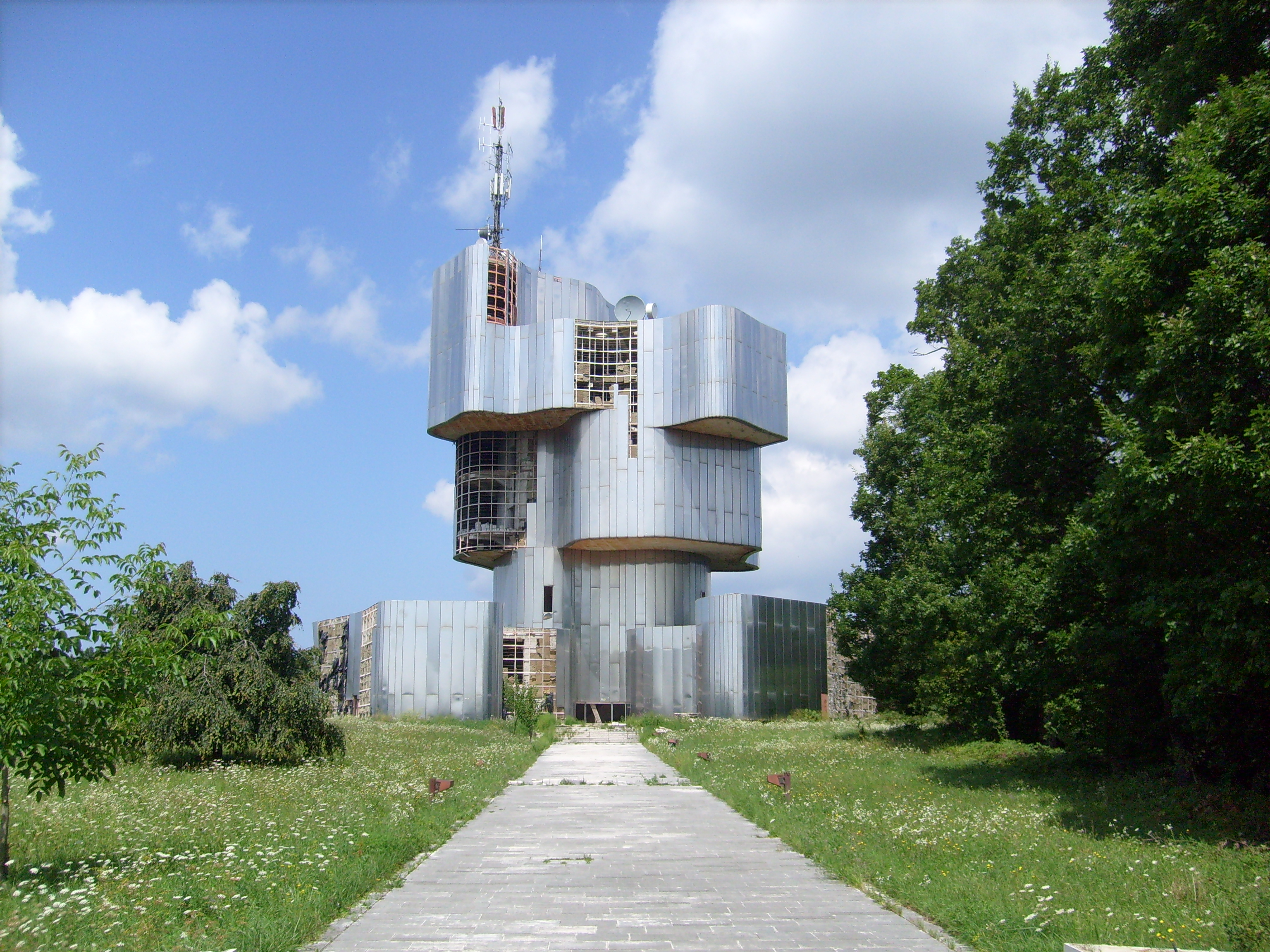
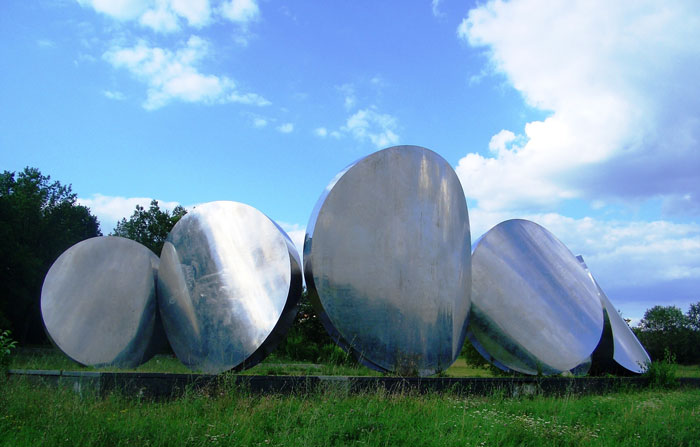
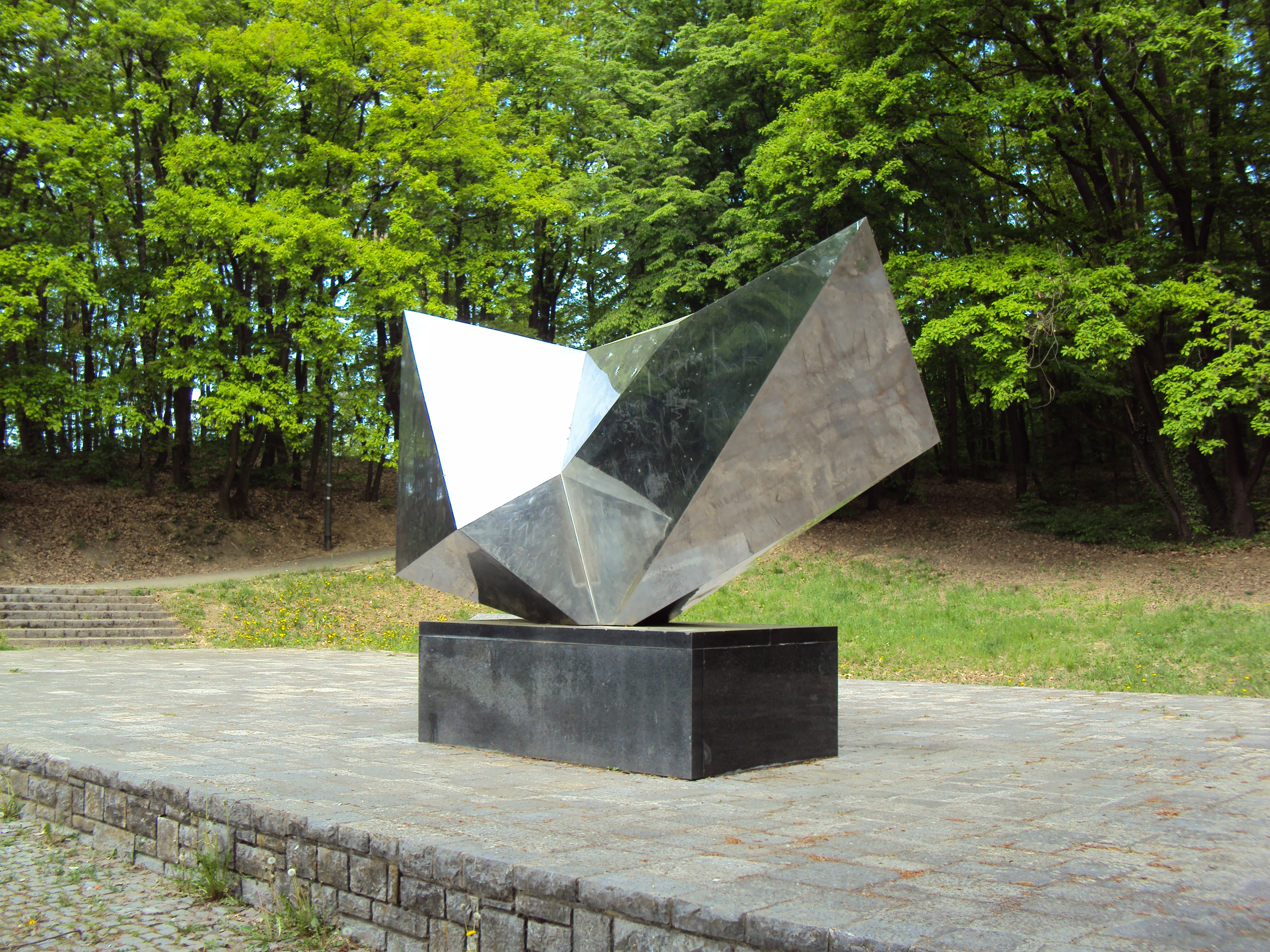